# Бой, Филипп
Филипп Бой (нем. Philipp Boy, 23 июля 1987 года, Блуменхаген, Германия) — немецкий гимнаст, призёр чемпионатов мира и Европы. Двукратный бронзовый и серебряный призёр чемпионатов мира. Двукратный чемпион, двукратный серебряный и бронзовый призёр чемпионатов Европы.

## 2007 год
Немецкая мужская команда завоевала бронзу на чемпионате мира. Бой занял 18-е место в личном многоборье.

## 2008 год
Немецкая команда заняла второе место на чемпионате Европы.
Бой был в немецкой олимпийской сборной. Он занял 13-е место в личном многоборье.

## 2009 год
Бой занял четвертое место в личном многоборье на чемпионате Европы.

## 2010 год
Бой был в команде, которая заняла первое место в многоборье на чемпионате Европы. Он также взял бронзовую медаль с соотечественником Фабианом Хамбюхеном. На чемпионате мира в Роттердаме мужская команда завоевала бронзовую медаль. Бой выиграл серебряную медаль в личном многоборье.

## Участие в Олимпийских играх
| Год  | Место проведения | Абсолютное первенство | Командное первенство | Кольца | Перекладина | Вольные упражнения | Конь | Параллельные брусья | Опорный прыжок |
| ---- | ---------------- | --------------------- | -------------------- | ------ | ----------- | ------------------ | ---- | ------------------- | -------------- |
| 2008 | Пекин            | 13                    | 4                    | -      | -           | -                  | -    | -                   | -              |